# Mexikanische Lopezie
Die Mexikanische Lopezie (Lopezia racemosa) ist eine Pflanzenart aus der Gattung Lopezia innerhalb der Familie der Nachtkerzengewächse (Onagraceae).

## Beschreibung

### Vegetative Merkmale
Die Mexikanische Lopezie ist eine einjährige oder ausdauernde, krautige Pflanze, die Wuchshöhen von 10 bis 150 Zentimetern erreicht. Die im oberen Bereich wechselständig und im unteren Bereich des Stängels oft gegenständig angeordneten Laubblätter sind in Blattstiel und -spreite gegliedert. Der Blattstiel ist relativ kurz. Die einfache Blattspreite ist bei einer Länge von bis 8 Zentimetern eiförmig mit spitzem oberen Ende und ganzrandig oder gezähnt.

### Generative Merkmale
Die Blütezeit reicht von Juni bis November. An den Zweigenden werden achselständige, lockere, traubige Blütenstände gebildet. Die Blüten sind gestielt und es ist jeweils ein Tragblatt vorhanden.
Die zwittrigen Blüten sind vierzählig mit doppelter Blütenhülle. Die vier Kelchblätter sind rötlich und ausgebreitet. Von den vier rosafarbenen bis roten Kronblättern sind die beiden oberen Kronblätter kleiner und viel schmäler als die beiden größeren, seitlichen und spatelförmigen. Die oberen, kleineren Kronblätter sind genagelt und gekniet, sie weisen jeweils beim Knie eine Drüse auf. Ein fruchtbares Staubblatt und ein unfruchtbares, kronblattähnliches Staminodium, welches das fruchtbare umfasst, sind vorhanden. Auf dem unterständigen, mehrkammerigen Fruchtknoten befindet sich ein schlanker Griffel.
Die kleine, rundliche Kapselfrucht öffnet sich spät mit vier Fruchtklappen und enthält mehrere Samen.

## Ökologie
Die Mexikanische Lopezie ist protandrisch, also vormännlich. 

## Vorkommen
Die Mexikanische Lopezie kommt in Mexiko, Guatemala und El Salvador vor. Sie gedeiht in Kiefern- und Eichenwäldern, in Trockengebüschen und auf Äckern in Höhenlagen von 2200 bis 3100 Metern.

## Taxonomie
Die Erstveröffentlichung von Lopezia racemosa erfolgte 1791 durch Antonio José Cavanilles in Icon. 1, S. 12, Tafel 16. Der Gattungsname Lopezia ehrt den spanischen Juristen und Geistlichen Thomás López Medel (ca. 1520–1582).

## Nutzung
Die Mexikanische Lopezie wird selten als einjährige Zierpflanze für Sommerblumenbeete genutzt. Sie ist seit spätestens 1804 in Kultur.